# فهرست آبشارها بر پایه ارتفاع

## فهرست مرتفع‌ترین آبشارهای جهان
| رتبه | نام آبشار                       | ارتفاع              | مکان                                 | نگاره |
| ---- | ------------------------------- | ------------------- | ------------------------------------ | ----- |
| ۱    | آبشار آنجل                      | ۳٬۲۱۲ فوت (۹۷۹ متر) | پارک ملی کانایما، بولیوار، ونزوئلا   |       |
| ۲    | آبشار توگلا                     | ۳٬۱۱۰ فوت (۹۴۸ متر) | کوازولو-ناتال، آفریقای جنوبی         |       |
| ۳    | آبشار کاتاراتاس لاس ترس هرماناس | ۳٬۰۰۰ فوت (۹۱۴ متر) | آیاکوچو، پرو                         |       |
| ۴    | آبشار اولوپنا                   | ۲٬۹۵۳ فوت (۹۰۰ متر) | مولوکای، هاوائی، ایالات متحده آمریکا |       |
| ۵    | آبشار یومبیلا                   | ۲٬۹۳۸ فوت (۸۹۶ متر) | ایالت آمازون، پرو                    |       |
| ۶    | آبشار وینوفوسن                  | ۲٬۸۲۲ فوت (۸۶۰ متر) | مور اگ رامسدال، نروژ                 |       |
| ۷    | آبشار بالایفوسن                 | ۲٬۷۸۸ فوت (۸۵۰ متر) | هاردالند، نروژ                       |       |
| ۸    | آبشار پوئکاوکو                  | ۲٬۷۵۶ فوت (۸۴۰ متر) | هاوائی، ایالات متحده آمریکا          |       |
| ۹    | آبشار جیمز بروک                 | ۲٬۷۵۵ فوت (۸۴۰ متر) | بریتیش کلمبیا، کانادا                |       |
| ۱۰   | آبشار براون                     | ۲٬۷۴۴ فوت (۸۳۶ متر) | جزیره جنوبی، نیوزیلند                |       |
| ۱۱   | آبشار استروفن فوسن              | ۲٬۶۹۰ فوت (۸۲۰ متر) | سوگن اگ فیوردان، نروژ                |       |
| ۱۲   | آبشار رامنفیلس فوسن             | ۲٬۶۸۵ فوت (۸۱۸ متر) | سوگن اگ فیوردان، نروژ                |       |
| ۱۳   | آبشار وایهیلاو                  | ۲٬۶۰۰ فوت (۷۹۲ متر) | هاوائی، ایالات متحده آمریکا          |       |
| ۱۴   | آبشار کولونیال کریک             | ۲٬۵۸۴ فوت (۷۸۸ متر) | ایالت واشینگتن، ایالات متحده آمریکا  |       |
| ۱۵   | آبشار مونگه‌فوسن                 | ۲٬۵۳۵ فوت (۷۷۳ متر) | مور اگ رامسدال، نروژ                 |       |
| ۱۶   | آبشار گوکتا کاتاراکس            | ۲٬۵۳۱ فوت (۷۷۱ متر) | ایالت آمازون، پرو                    |       |
| ۱۷   | آبشار موتارازی                  | ۲٬۴۹۹ فوت (۷۶۲ متر) | مانیکالند، زیمبابوه                  |       |
| ۱۸   | آبشار کیل‌فوسن                   | ۲٬۴۷۷ فوت (۷۵۵ متر) | سوگن اگ فیوردان، نروژ                |       |
| ۱۹   | آبشار ژوهانسبورگ                | ۲٬۴۶۵ فوت (۷۵۱ متر) | ایالت واشینگتن، ایالات متحده آمریکا  |       |
| ۲۰   | آبشار یوسمیت                    | ۲٬۴۲۵ فوت (۷۳۹ متر) | کالیفرنیا، ایالات متحده آمریکا       |       |
| ۲۱   | آبشار ترو دوفر                  | ۲٬۳۸۰ فوت (۷۲۵ متر) | سیرک سالازی، فرانسه                  |       |
| ۲۲   | آبشار اولاموفوسن                | ۲٬۳۶۲ فوت (۷۲۰ متر) | مور اگ رامسدال، نروژ                 |       |
| ۲۳   | آبشار ماناوا نوی                | ۲٬۳۶۰ فوت (۷۱۹ متر) | هاوائی، ایالات متحده آمریکا          |       |
| ۲۴   | آبشار کیراگ فوسن                | ۲٬۳۴۵ فوت (۷۱۵ متر) | راگالند، نروژ                        |       |
| ۲۵   | آبشار آوالانچ بیسین             | ۲٬۳۲۰ فوت (۷۰۷ متر) | مونتانا، ایالات متحده آمریکا         |       |
| ۲۶   | آبشار هاریسون بیسین             | ۲٬۳۲۰ فوت (۷۰۷ متر) | مونتانا، ایالات متحده آمریکا         |       |
| ۲۷   | آبشار هالوکو                    | ۲٬۲۹۷ فوت (۷۰۰ متر) | هاوائی، ایالات متحده آمریکا          |       |
| ۲۸   | آبشار چامبرلین                  | ۲٬۲۹۷ فوت (۷۰۰ متر) | جزیره جنوبی، نیوزیلند                |       |
| ۲۹   | آبشار آلفرد کریک                | ۲٬۲۹۶ فوت (۷۰۰ متر) | بریتیش کلمبیا، کانادا                |       |
| ۳۰   | آبشار دونته فوسن                | ۲٬۲۹۶ فوت (۷۰۰ متر) | مور اگ رامسدال، نروژ                 |       |
| ۳۱   | آبشار برو فوسن                  | ۲٬۲۸۹ فوت (۶۹۸ متر) | هاردالند، نروژ                       |       |
| ۳۲   | آبشار اسپیر فوسن                | ۲٬۲۶۴ فوت (۶۹۰ متر) | سوگن اگ فیوردان، نروژ                |       |
| ۳۳   | آبشار دریاچه ناشناس             | ۲٬۲۳۰ فوت (۶۸۰ متر) | جزیره جنوبی، نیوزیلند                |       |
| ۳۴   | آبشار کوکنام                    | ۲٬۲۱۱ فوت (۶۷۴ متر) | بولیوار، ونزوئلا                     |       |
| ۳۵   | آبشار یوتاج                     | ۲٬۲۰۰ فوت (۶۷۱ متر) | آمازون، ونزوئلا                      |       |